# Jorge Luis Clavelo
Jorge Luis Clavelo (Santa Clara, Provincia de Villa Clara, Cuba; 8 de agosto de 1982) es un futbolista profesional cubano. se desempeña en el terreno de juego como defensa central y su equipo actual es el Jarabacoa FC de la Liga Dominicana de Fútbol.

## Selección nacional
Ha sido internacional con la Selección de fútbol de Cuba en 45 ocasiones y ha marcado 2 goles.
En torneos internacionales con la selección de Cuba ha participado en 3 ocasiones en la Copa Oro de la Concacaf, en las ediciones 2007, 2011 y 2013.

## Clubes
| Club           | País                 | Año             |
| -------------- | -------------------- | --------------- |
| FC Villa Clara | Cuba                 | 2006 - 2016     |
| Bauger FC      | República Dominicana | 2016 - 2018     |
| Jarabacoa FC   | República Dominicana | 2018 - Presente |

## Palmarés

### Campeonatos nacionales
- Campeonato Nacional de Fútbol de Cuba 2010 - Campeón
- Campeonato Nacional de Fútbol de Cuba 2011 - Campeón
- Campeonato Nacional de Fútbol de Cuba 2012 - Campeón
- Campeonato Nacional de Fútbol de Cuba 2013 - Campeón

### Campeonatos internacionales
| Título                  | Selección | Sede              | Año  | resultado |
| ----------------------- | --------- | ----------------- | ---- | --------- |
| Copa del Caribe de 2012 | Cuba      | Antigua y Barbuda | 2012 | Campeón   |